# I salmoni del San Lorenzo
Pour plus de détails, voir Fiche technique et Distribution.
I salmoni del San Lorenzo (hongrois : A Szent Lörinc folyó lazacai) est un drame italo-hongrois réalisé par Ferenc András et sorti en 2003.
Il s'agit d'une adaptation du roman éponyme d'Enzo Lauretta, publié chez Vallecchi en 1988 et lauréat du prix Campofranco en 1989.

## Synopsis
Paolo, 38 ans, avocat à Agrigente, veuf et père d'une petite fille, Flora, partage sa vie entre sa profession et de brèves périodes d'évasion. Lors d'un séjour à Budapest, il rencontre deux jeunes filles d'origine hongroise, Mattia et Violette, venues du Canada en Europe pour réaliser un projet improbable. L'Europe est pour elles une sorte d'Eldorado, comme l'Amérique l'avait été pour leurs parents. Dégoûtés par une série de mésaventures personnelles, ils ont décidé de retourner dans leur pays avec l'intention d'épouser un homme riche. Mais à ce projet extravagant, Violette ajoute la recherche de ses racines, de son origine magyare et juive. Paul rencontre Violette et tombe amoureux d'elle, mais l'amour s'avère impossible car la peur et les circonstances semblent avoir raison de lui. Les événements deviennent le prétexte à une grande métaphore sur la peur de l'amour qui caractérise notre époque. Les sentiments semblent passer après une sorte de « destin » spécial qui n'est rien d'autre que le fruit de notre incapacité à affronter le monde et les choses qui l'entourent et le caractérisent, l'incapacité à redécouvrir et à reconnaître la valeur la plus élevée que l'homme possède : celle d'aimer. L'histoire d'amour suspendue, la mort de Mattia et la disparition de Violette amènent Paolo à penser à la diaspora des saumons et à leur remontée fatale du fleuve Saint-Laurent.

## Fiche technique
- Titre hongrois : A Szent Lörinc folyó lazacai[3] (litt. « Le saumon dans le fleuve Saint-Laurent »)
- Titre italien : I salmoni del San Lorenzo[4] (litt. « Les saumons du Saint-Laurent »)
- Réalisation : Ferenc András
- Scénario : Enzo Lauretta, Stefano Milioto
- Photographie : Ferenc Pap
- Montage : Hajnal Sellö
- Musique : László Tolcsvay
- Décors : Arturo Andreoli
- Sociétés de production : 	G.P.A. Film, Cinema-Film KFT Budapest, Rai Cinema
- Pays de production :  Hongrie -  Italie
- Langue originale : hongrois, italien
- Format : couleurs
- Genre : drame
- Durée : 120 minutes
- Dates de sortie : 
  - Hongrie : 2 février 2003

## Distribution
- Antonio Maria Magro : Paolo
- Bernadett Gregor : Violette
- Enzo Rapisarda (it) : Filippo
- Eszter Ónodi (hu) : Mattia
- Alessandra Meloni (it) : Valeria
- Zahira Lo Curto : Flora
- János Gönczöl : Varga
- Sándor Szakácsi (hu) : Sándor
- Éva Igó : Emma
- Artúr Kálid (hu) : le Libanais
- György Bárdy (hu) : l'homme allemand
- Maria Amabile Milioto : Giuliana

## Production
Le film a été tourné en Hongrie (Budapest, Lac Balaton, Szentendre), à Agrigente en Sicile et à Rome.